# 横浜海洋少年団
横浜海洋少年団（よこはまかいようしょうねんだん）は、国土交通省と文部科学省が所管する社会教育団体の一つ。
少年少女に対して海洋に親しむ機会を与え、健全な育成を図る活動を行う団体で、海事思想、海洋に関する科学的知識、海上生活に必要な技術の普及、団体生活による社会的徳性の涵養、国際親善への寄与を目指している。
横浜海洋少年団の場合、小学1年生～高校3年生までが団員として活動でき、入団は小学6年生までとしている。
指導者は、海洋少年団を卒団した者などが行う。

## 歴史
- 1951年　少年海の会横浜支部として結成し、活動を始める。
- 1951年　横浜海洋少年団と改称し、日本海洋少年団連盟に登録する。
- 1951年　第一回日本海洋少年団全国大会in東京に参加する。
- 1952年　第二回日本海洋少年団全国大会in東京に参加する。
- 1953年　横浜海洋祭に参加し、カッターレースで優勝。
- 1953年　東京湾横断カッターを実施する。
- 1953年　第三回日本海洋少年団全国大会in東京に参加する。
- 1954年　第四回日本海洋少年団全国大会in名古屋・鳥羽に参加する。
- 1955年　第五回日本海洋少年団全国大会in「宗谷」船上に参加する。
- 1956年　第六回日本海洋少年団全国大会in東京に参加する。
- 1957年　第七回日本海洋少年団全国大会in神戸に参加する。
- 1958年　第八回日本海洋少年団全国大会in伊豆大島に参加する。
- 1959年　第九回日本海洋少年団全国大会in敦賀に参加する。
- 1960年　第十回日本海洋少年団全国大会in千葉に参加する。
- 1961年　第十一回日本海洋少年団全国大会in舞鶴に参加する。
- 1962年　第十二回日本海洋少年団全国大会を自団主催の元、横浜で開催する。
- 1963年　第十三回日本海洋少年団全国大会in高松に参加する。
- 1964年　東京オリンピック、大磯選手村開きに参加する。
- 1965年　第十五回日本海洋少年団全国大会in津山に参加する。
- 1966年　第十六回日本海洋少年団全国大会in小樽に参加する。
- 1967年　第十七回日本海洋少年団全国大会in銚子に参加する。
- 1968年　第十八回日本海洋少年団全国大会in名古屋に参加する。
- 1969年　本団より、大和海洋少年団が独立する。
- 1969年　横浜海洋少年団父母会が発足する。
- 1969年　第十九回日本海洋少年団全国大会in呉に参加する。
- 1970年　日本海洋少年団発足20周年記念式典in東京に参加する。
- 1971年　第二十回日本海洋少年団全国大会in新潟に参加する。
- 1972年　第二十一回日本海洋少年団全国大会in福岡に参加する。
- 1973年　第二十二回日本海洋少年団全国大会in八戸に参加する。
- 1974年　第二十三回日本海洋少年団全国大会in広島に参加する。
- 1975年　第二十四回日本海洋少年団全国大会in東京に参加する。
- 1975年　横浜海洋少年団　創立二十五周年記念式典を山下公園・市民ホールで挙行する。
- 1975年　団創立二十五周年を記念し、第一回日本海洋少年団関東地区連合大会を開催する。
- 1976年　第二十五回日本海洋少年団全国大会in今治に参加する。
- 1977年　第二十六回日本海洋少年団全国大会in四日市に参加する。
- 1978年　第二十七回日本海洋少年団全国大会in豊橋に参加する。
- 1979年　第二十八回日本海洋少年団全国大会in鹿児島に参加する。
- 1980年　第二十九回日本海洋少年団全国大会in東京に参加する。
- 1981年　第三十回日本海洋少年団全国大会in北九州に参加する。
- 1981年　横浜海洋少年団創立三十周年式典を開催する。
- 1982年　第三十一回日本海洋少年団全国大会in札幌に参加する。
- 1982年　横浜市少年自然の家 南伊豆臨海学園カッターボート進水式に参加する。
- 1983年　第三十二回日本海洋少年団全国大会in福山に参加する。
- 1984年　第三十三回日本海洋少年団全国大会in沼津に参加する。
- 1985年　第三十四回日本海洋少年団全国大会in徳山に参加する。
- 1985年　日本海洋少年団日本海中部地区大会に参加する。
- 1986年　第三十五回日本海洋少年団全国大会in酒田に参加する。
- 1987年　第三十六回日本海洋少年団全国大会in佐世保に参加する。
- 1988年　第三十七回日本海洋少年団全国大会in苫小牧に参加する。
- 1989年　第三十八回日本海洋少年団全国大会in児島に参加する。
- 1990年　第三十九回日本海洋少年団全国大会in大分に参加する。
- 1991年　第四十回日本海洋少年団全国大会in茅ヶ崎に参加する。
- 1992年　横浜海洋少年団創立四十周年を記念し、神奈川県連大会・祝賀会を開催する。
- 1993年　第四十一回日本海洋少年団全国大会in下関に参加する。
- 1994年　日本海洋少年団関東・東京地区連合大会in清水に参加する。
- 1995年　第四十二回日本海洋少年団全国大会in沖縄に参加する。
- 1996年　日本海洋少年団関東・東京地区連合大会in横須賀に参加する。
- 1997年　第四十三回日本海洋少年団全国大会in小名浜に参加する。
- 1998年　日本海洋少年団関東・東京地区連合大会in小見川に参加する。
- 1998年　国際交流事業に参加する。
- 1999年　第四十四回日本海洋少年団全国大会in敦賀に参加する。
- 1999年　ISCA国際会議を日本連盟と共同開催。
- 2000年　日本海洋少年団関東・東京地区連合大会in鴨川に参加する。
- 2000年　国際交流事業に参加する。
- 2001年　第四十五回日本海洋少年団全国大会in清水に参加する。
- 2001年　国際交流事業に参加する。
- 2001年　横浜海洋少年団創立五十周年記念祝賀会を開催する。
- 2002年　日本海洋少年団関東・東京地区連合大会in銚子に参加する。
- 2003年　第四十六回日本海洋少年団全国大会in北九州に参加する。
- 2004年　日本海洋少年団関東・東京地区連合大会に参加する。
- 2005年　第四十七回日本海洋少年団全国大会in豊橋に参加する。
- 2005年　国際交流事業に参加する。
- 2006年　日本海洋少年団関東・東京地区連合体会に参加する。
- 2007年　第四十八回日本海洋少年団全国大会in幕張に参加する。
- 2008年　第二十五回横浜港カッターレースに参加する。
- 2009年　第二十六回横浜港カッターレースに参加する。
- 2009年　第四十九回日本海洋少年団全国大会in松山に参加する。
- 2010年　第二十七回横浜港カッターレースに参加する。
- 2010年　日本海洋少年団関東・東京地区連合大会in千葉に参加する。
- 2011年　第五十回日本海洋少年団全国大会in鹿児島に参加する。

## 活動実績
- 1999年　第四十四回日本海洋少年団全国大会in敦賀　四位
- 2003年　第四十六回日本海洋少年団全国大会in北九州　三位
- 2005年　第四十七回日本海洋少年団全国大会in豊橋　三位
- 2007年　第四十八回日本海洋少年団全国大会in幕張　準優勝
- 2008年　横浜港カッターレース　小学生の部：優勝　一般の部：優勝
- 2009年　第四十九回日本海洋少年団全国大会in松山　準優勝
- 2010年　日本海洋少年団関東・東京地区連合大会in千葉　優勝
- 2011年　横浜港カッターレース
- 2011年　第五十回日本海洋少年団全国大会in鹿児島　優勝
- 2013年　第五十一回日本海洋少年団全国大会in東京　優勝
- 2015年　第五十二回日本海洋少年団全国大会in東京　優勝
- 2017年　第五十三回日本海洋少年団全国大会in福岡　準優勝
- 2019年　第五十四回日本海洋少年団全国大会in東京　優勝

## 指導者
団長：関勝則